# Cleveland Browns 1993
La stagione 1993 dei Cleveland Browns è stata la 44ª della franchigia nella National Football League. Sotto la direzione del capo-allenatore Bill Belichick la squadra chiuse con un record di 7-9, terza nella propria division, mancando i playoff per il quarto anno consecutivo. La stagione fu degna di nota perché Belichick decise di mettere in panchina lo storico quarterback dei Browns Bernie Kosar sostituendolo con il veterano Vinny Testaverde. Kosar fu svincolato senza troppe cerimonie a metà stagione.

## Roster
| Roster dei Cleveland Browns nel 1993 |
| --- |
| Quarterback - 8 Brad Goebel - 17 Todd Philcox - 12 Vinny Testaverde - 7 Tom Tupa P Running Back - 23 Randy Baldwin - 33 Leroy Hoard - 34 Kevin Mack FB - 21 Eric Metcalf PR - 44 Tommy Vardell FB - 26 Ron Wolfley Wide Receiver - 83 Mark Carrier - 81 Michael Jackson - 87 Keenan McCardell - 86 Patrick Rowe - 84 Rico Smith Jr. Tight End - 88 Brian Kinchen - 80 Thomas McLemore - 49 Clarence Williams Offensive Linemen - 73 Herman Arvie T - 72 Bob Dahl G - 61 Steve Everitt C - 64 Houston Hoover G - 66 Tony Jones T - 68 Ed King G - 61 Gene Williams T - 67 Wally Williams G Defensive Linemen - 93 Jerry Ball DT - 90 Rob Burnett - 94 Bill Johnson DT - 96 James Jones DT - 97 Ernie Logan DT - 92 Michael Dean Perry DT - 98 Anthony Pleasant DE - 75 Pio Sagapolutele DE Linebacker - 51 Gerald Dixon - 52 Pepper Johnson OLB - 59 Mike Johnson MLB - 57 Clay Matthews Jr. OLB - 50 Frank Stams - 54 Eddie Sutter ILB Defensive Back - 31 Stacey Hairston - 39 Randy Hilliard CB - 41 Tim Jacobs - 22 Selwyn Jones - 27 Stevon Moore SS - 48 Najee Mustafaa CB - 42 Louis Riddick - 43 Del Speer - 24 Terry Taylor CB - 29 Eric Turner FS Special Team - 11 Brian Hansen P - 3 Matt Stover K Lista delle riserve - 93 Travis Hill LB (IR) - 85 Lawyer Tillman WR (IR) Squadra di allenamento - -- Greg Briggs S - -- Jerome Brown DL - 99 Rich McKenzie LB |
| Legenda - I rookie sono in corsivo. - Il primo ruolo è il principale mentre gli eventuali successivi indicano i ruoli secondari. - (IR) sta per Injured Reserve ed indica la lista ristretta per un solo giocatore infortunato che può tornare ad allenarsi dopo la settimana 6 e a rientrare in prima squadra dopo che questa ha giocato 8 partite. - (NF-Inj.) / (NF-Ill.) stanno rispettivamente per Non-Football Injured e Non-Football Illness ed indicano le liste dove viene inserito un giocatore che ha un infortunio o una malattia non dipendente dal football americano. - (PUP) sta per Physically Unable to Perform ed indica la lista dove viene inserito un giocatore mentre è in attesa di recuperare la condizione fisica. Nella stagione regolare dopo la sesta partita giocata dalla propria squadra, il giocatore ha tempo tre settimane per riprendere ad allenarsi, più tre settimane aggiuntive dal suo rientro agli allenamenti per rientrare in prima squadra. |

## Calendario
| Stagione regolare |                |                        |           |        |                               |          |
| Turno             | Data           | Avversario             | Risultato | Record | Stadio                        | Pubblico |
| 1                 | 5 settembre    | Cincinnati Bengals     | V 27–14   | 1–0    | Cleveland Municipal Stadium   | 75,508   |
| 2                 | 13 settembre   | San Francisco 49ers    | V 23–13   | 2–0    | Cleveland Municipal Stadium   | 78,218   |
| 3                 | 19 settembre   | at Los Angeles Raiders | V 19–16   | 3–0    | Los Angeles Memorial Coliseum | 48,617   |
| 4                 | 26 settembre   | at Indianapolis Colts  | S 10–23   | 3–1    | Hoosier Dome                  | 59,654   |
| 5                 | 10 ottobre     | Miami Dolphins         | S 14–24   | 3–2    | Cleveland Municipal Stadium   | 78,138   |
| 6                 | 17 ottobre     | at Cincinnati Bengals  | V 28–17   | 4–2    | Riverfront Stadium            | 55,647   |
| 7                 | 24 ottobre     | Pittsburgh Steelers    | V 28–23   | 5–2    | Cleveland Municipal Stadium   | 78,118   |
| 8                 | 7 novembre     | Denver Broncos         | S 14–29   | 5–3    | Cleveland Municipal Stadium   | 77,818   |
| 9                 | 14 novembre    | at Seattle Seahawks    | S 5–22    | 5–4    | Kingdome                      | 54,622   |
| 10                | 21 novembre    | Houston Oilers         | S 20–27   | 5–5    | Cleveland Municipal Stadium   | 71,668   |
| 11                | 28 novembre    | at Atlanta Falcons     | S 14–17   | 5–6    | Georgia Dome                  | 54,510   |
| 12                | 5 dicembre     | New Orleans Saints     | V 17–13   | 6–6    | Cleveland Municipal Stadium   | 60,388   |
| 13                | 12 dicembre    | at Houston Oilers      | S 17–19   | 6–7    | Houston Astrodome             | 58,720   |
| 14                | 19 dicembre    | New England Patriots   | S 17–20   | 6–8    | Cleveland Municipal Stadium   | 48,618   |
| 15                | 26 dicembre    | at Los Angeles Rams    | V 42–14   | 7–8    | Anaheim Stadium               | 34,155   |
| 16                | 2 gennaio 1994 | at Pittsburgh Steelers | S 9–16    | 7–9    | Three Rivers Stadium          | 49,208   |

Note: gli avversari della propria division sono in grassetto.

## Classifiche
| AFC Central             |    |    |   |      |     |     |     |
|                         | V  | S  | P | %    | PF  | PS  | STR |
| (2) Houston Oilers      | 12 | 4  | 0 | .750 | 368 | 238 | V11 |
| (6) Pittsburgh Steelers | 9  | 7  | 0 | .563 | 308 | 281 | V1  |
| Cleveland Browns        | 7  | 9  | 0 | .438 | 304 | 307 | S1  |
| Cincinnati Bengals      | 3  | 13 | 0 | .188 | 187 | 319 | S1  |